# Parantipathes euantha
Parantipathes euantha is een Antipathariasoort uit de familie van de Schizopathidae. De wetenschappelijke naam van de soort is voor het eerst geldig gepubliceerd in 1958 door Pasternak.